# Burgstall (Gausmannsweiler)
Der verschwundene Burgstall bei Gausmannsweiler, heute Ortsteil der Stadt  Welzheim im Rems-Murr-Kreis in Baden-Württemberg wurde nur als vermutlich schon damals ruinöse Anlage in Landbeschreibungen erwähnt.

## Lage
Seine genaue Lage ist nicht bekannt. Man vermutete den Burgstall an der Quelle der Lein. Allerdings spricht die topographische Lage nicht für diese Theorie. Wahrscheinlich lag der Burgstall in der Nähe des Limes.

## Geschichte
1251 erwähnten die Schenken von Limpurg in der Beschreibung von Grenzpunkten des Limpurger Wildbanns diesen Burgstall. Die Urkunde vom Staufer Konrad IV. bezieht sich auf die Grenzen des Wildbanns für Schenk Walter II. von Limpurg. Der Burgstall gilt als die westliche Grenze des Jagdbezirks. 1266 gab es einen Besitzstreit, 1269 wurde es detailreicher aufgeschrieben. Es ging um den Neubruchzehnt von dem Burgstall. In der Zeugenreihe stehen nebst allen Mitbürgern der ganzen Pfarrei der Ritter Gernod und der Welzheimer Schultheiß Wipert. Aus der Urkunde geht auch hervor, dass eine Erbgemeinschaft über den Neubruchzehnten verfügte. 1528 wird der Burgstall im Kellereibuch der Herrschaft Württemberg erwähnt. Schon Rudolph Friedrich von Moser vermutete darin eher eine römische Befestigung entlang des Obergermanisch-Raetischen Limes. Möglicherweise ist die Burgstelle in einer der Turmstellen Wp 9/120 „Hofwiesen“ oder Wp 9/121 „Bürg“ zwischen dem Kleinkastell Ebnisee und dem Kleinkastell Rötelsee zu sehen und wurde bis in fränkische Zeit genutzt.